# Курганський Павло Іванович
Курганський Павло Іванович (1879 станиця Новодерев'янківська, Кубанська область – †31 серпня 1957, Белград) – голова Кубанського уряду, політичний діяч. 
Після закінчення Катеринодарської військової гімназії, був зарахований на математичний факультет Новоросійського університету в Одесі, пізніше перевівся на юридичний факультет Харківського університету. Повернувшись до Катеринодара, працював в окружному суді, та директором і головою управління Чорноморсько-Кубанської залізниці.
В кінці жовтня 1917 року обраний членом Кубанської крайової ради, де підтримував самостійницьку фракцію. У травні 1919 призначений головою Кубанського уряду, але після проденікінского перевороту в листопаді цього року, пішов у добровільну відставку. З того часу військовий контролер.
В 1920 році емігрує за кордон, де працює у дирекції залізниць в Югославії. Від 1925 року на посаді отамана Белградської козацької станиці ім. Сидора Білого. Під час німецької окупації звільнений з роботи, а після приходу радянських військ утримувався 10 місяців у концтаборі.
Помер у Белграді 31 серпня 1957 року.

## Джерело
- Чумаченко В. К. Племянник Щербины. К биографии Павла Ивановича Курганского
- Ф. А. Щербина, казачество и народы Север. Кавказа в истор. ретроспективе: Сб. мат. 7-й научно-практ. конф. Краснодар, 2007;
- Курганский П. И. «…Хоть и умереть, да у себя дома, на Кубани» (Письма Федору и Григорию Щербине)
- Культур. жизнь Юга России. 2011. № 1, 2.